# Wenchengia
Wenchengia, monotipski biljni rod polugrmova iz porodice usnača, dio potporodice Scutellarioideae. 
Jedina vrsta je W. alternifolia, kritično ugroženi kineski endem sa otoka Hainana. 

## Filogenetski položaj roda
Filogenetski položaj monotipskog roda Wenchengia dugo je bio kontroverzan. Različito se pripisuje monotipskoj potporodici Wenchengioideae, tretira se kao član potporodice Scutellarioideae, ili se sugerira da je povezana s Lamioideae ili Ajugoideae. Nedavno ponovno otkriće Wenchengie alternifolia s njezinog tipskog lokaliteta pružilo je priliku da se zaključi njezin filogenetski položaj koristeći dokaze iz dviju plastidnih DNA regija (rbcL, ndhF), morfološke podatke te anatomske i citološke karakteristike. I molekularni podaci i kombinacija molekularnih i morfoloških podataka sugerirali su blizak odnos roda s kladom koji se sastoji od Holmskioldia, Tinnea i Scutellaria koji predstavljaju Scutellarioideae. Ovaj odnos je također podržan zapanjujućom sličnošću u grubim morfološkim, anatomskim i citološkim karakteristikama između Wenchengia i drugih rodova Scutellarioideae, što sugerira da bi bilo prikladnije tretirati rod kao člana Scutellarioideae, umjesto da ga se pripisuje monotipskoj potporodici. 